# Rivière Turgeon (rivière Harricana)
Pour les articles homonymes, voir Turgeon et Rivière Turgeon.
La rivière Turgeon est cours d'eau du Québec et en Ontario au Canada. Elle est un affluent québécois de la rivière Harricana, laquelle se déverse sur la rive sud ontarienne de la baie James. La rivière Turgeon est un cours d'eau coulant surtout dans la municipalité de Eeyou Istchee Baie-James, à l'exception d'une courte section est situé dans le district de Cochrane, en Ontario.

## Géographie

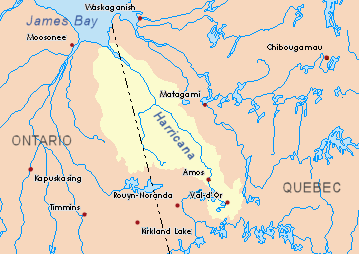
Bassin hydrographique de la rivière Harricana.

La rivière Turgeon prend sa source au lac Turgeon (longueur : 9,1 km) lequel est situé à cheval dans la région administrative de l'Abitibi-Témiscamingue (partie sud du lac) et du Nord-du-Québec (partie nord du lac). Dans son cours vers le nord-ouest, la rivière coule sur 62,3 km, à priori vers le sud, vers l'ouest, puis vers le nord-ouest, jusqu'à la confluence de la rivière Boivin (venant du sud) ; puis 3,5 km vers le nord-ouest jusqu'au ruisseau Orfroy ; puis 29,0 km vers le nord-ouest jusqu'à la frontière de l'Ontario.
La rivière Turgeon fait une incursion de 6,7 km en Ontario où elle recueille les eaux de la rivière Burntbush et de la rivière Patten. Puis la rivière bifurque vers le nord-est pour revenir au Québec où elle continue sur 8,7 km ; puis remonte vers le nord sur 49,3 km en longeant la frontière interprovinciale (à une distance moyenne entre 6 km à 7 km de la frontière). Dans ce dernier segment, la rivière traverse sur 15,2 km la réserve de biodiversité projetée des Anneaux-Forestiers où se situe l'île Kapipawesig.
De là, la rivière recueille les eaux de la rivière du Détour avant de bifurquer vers l'est, et descendre sur 34 km en formant une grande boucle vers le sud, jusqu'à la confluence de la rivière Wawagosic. Puis la rivière coule sur 13,1 km vers l'est pour aller se déverser dans la rivière Harricana. L'embouchure est situé dans la municipalité de Eeyou Istchee Baie-James.
Du lac Turgeon à l'embouchure de la rivière Harricana, la rivière mesure 209,9 km. Au total, elle a une longueur de 328 km. Ses principaux affluents du côté québécois sont les rivières Wawagosic et  Théo. Quant au bassin versant, il a une superficie de 6 160 km2.

## Histoire
Avant l'arrivée des explorateurs d'ascendance européens, ces terres étaient habitées par des Algonquins. 
Au cours des années 1930, cette région est ouverte à la colonisation dans la cadre du Plan Vautrin. Celui-ci visait à inciter les familles frappées par la Grande dépression à s'établir en Abitibi et d'y pratiquer l'agriculture. Trois paroisses y sont fondées dans les années 1930, soit Saint-Joachim-de-Beaucanton, Sainte-Camille-de-Villebois et Saint-Éphrem-de-Val-Paradis. Aujourd'hui, Beaucanton et Val-Paradis ont fusionné pour devenir la localité de Valcanton et ces villages font partie de la municipalité d'Eeyou Istchee Baie-James.
Dans les années 1940 et 1950, plusieurs ponts couverts ont été construits dans la Vallée de la Turgeon. Cinq peuvent encore être visités aujourd'hui : trois sur la rivière Turgeon et deux sur ses affluents.

## Toponymie

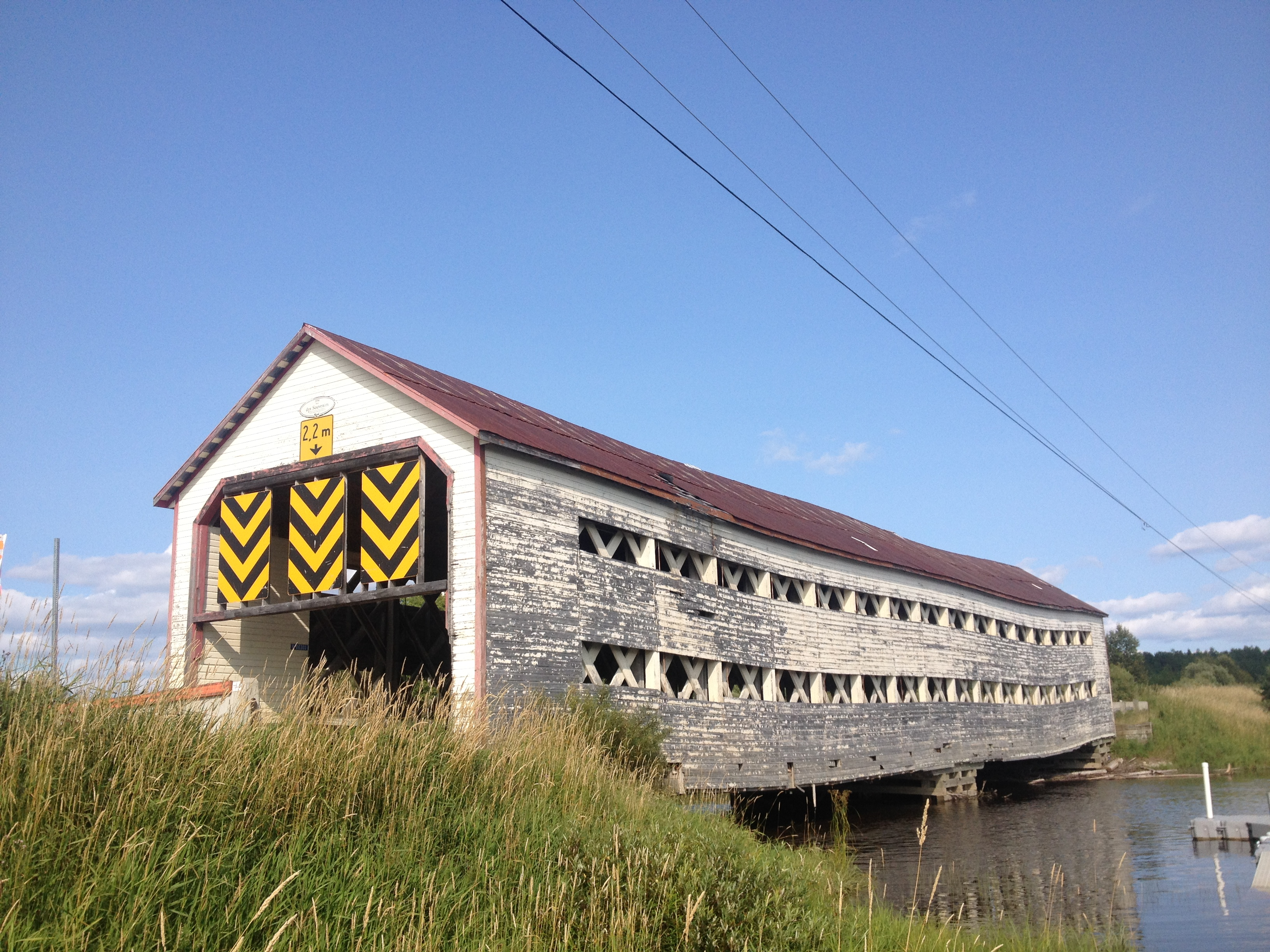
Pont des Souvenirs, en août 2017.

La rivière Turgeon aurait été nommée en l'honneur d'Adélard Turgeon, ministre des Terres et Forêts. En algonquin, elle se nomme Name Sibi, soit rivière à l'esturgeon,,. Le toponyme rivière Turgeon a été officialisé le 5 décembre 1968 à la Commission de toponymie du Québec.

## Attraits
- Pont Taschereau, pont couvert construit en 1939.
- Pont Maurice-Duplessis, pont couvert construit en 1948.
- Pont des Souvenirs, pont couvert construit en 1954.